# Камейкинский сельсовет
Каме́йкинский сельсове́т — административно-территориальное образование и бывшее муниципальное образование со статусом сельского поселения в Гайском районе Оренбургской области.
Административный центр — село Камейкино.

## Население
| 2010 | 2012  | 2013  | 2014  | 2015  |
| ---- | ----- | ----- | ----- | ----- |
| 1337 | ↗1353 | ↘1351 | ↘1324 | ↘1299 |